# Pepa (film)
Pepa je český komediální film z roku 2018 režiséra a spoluscenáristy Jána Nováka.

## Příběh
Hlavní hrdina filmu Pepa žije zcela obyčejný, nezajímavý a smutný život. V dětství nebyl oblíbený, a to se nezměnilo ani na střední škole. Jediným jeho úspěchem bylo vyhnutí se základní vojenské službě. Přes všechny neúspěchy se mu nakonec podařilo založit rodinu. Kamarád Tonda mu dohodil místo úředníka, a tak Pepa dál žije nudný a obyčejný život.
Jediným vyrušením z každodenní rutiny je sledování na první pohled šťastného páru v sousedním paneláku dalekohledem. Zjišťuje však, že ani tito lidé nejsou tak šťastní, jak se zdá. K Pepovi je přidělena nová hezká kolegyně Pavla, do které se zamiluje. Když ji její přítel podvede, Pepa ji najde plačící na lavičce v parku. Společně jdou do hotelu, kde Pavla, zdrcená zradou, začne Pepu svádět. Ten však ve sprše uklouzne, rozbije si hlavu a umírá. Tak končí Pepův obyčejný a smolařský život.

## Obsazení
- Michal Suchánek jako Pepa Novák
- Petra Špalková jako Zdena Nováková
- Natálie Grossová jako Zdenička Stoklasová
- Filip Blažek jako Tonda Stoklasa
- Alice Bendová jako Jarmila Stoklasová
- Martin Pechlát jako Eman
- Anna Stropnická jako Irena
- Kristýna Kociánová jako Pepova maminka
- Jakub Kohák jako Pepův tatínek
- Vlastimil Kaňka jako Pepa za mlada
- Viktor Antonio jako osmiletý Pepa
- Marek Vašut jako učitel zeměpisu
- Alena Doláková jako kolegyně Pavlína
- Filip Březina a Lukáš Kunz jako Pepovi spolužáci/kamarádi

## Produkce
Natáčelo se v Kladně a Králově Dvoře.
Ve filmu se objevily i známé internetové celebrity: fotbalová brankářka a influencerka Barbora Votíková a youtubeři VladaVideos a PeeetaaaTV. Roli Pepova spolužáka si zahrál Lukáš Kunz. Ten vystupuje v českém hudebním duu Štístko a Poupěnka.

### Vydání
Film měl premiéru 12. dubna roku 2018.